# Prince Charming Polska
Prince Charming Polska là chương trình truyền hình thực tế hẹn hò của Ba Lan được phát sóng lần đầu trên kênh Player vào ngày 12 tháng 10 năm 2021. Chương trình do Agnieszka Lal làm dẫn chương trình. Jacek Jelonek, 35 tuổi, được chọn làm Prince Charming trong mùa đầu tiên.
Vào ngày 2 tháng 7 năm 2024, Oliwer Kubiak cầu hôn Jacek Jelonek trên Instagram.

## Các thí sinh
Độ tuổi của thí sinh được tính tại thời điểm quay phim.
| Thí sinh             | Tuổi | Quê quán     | Kết quả   | Hạng         |
| -------------------- | ---- | ------------ | --------- | ------------ |
| Oliwer Kubiak        | 25   | Trójmiasto   | Quán quân | 1            |
| Marek Misztal        | 23   | Poznań       | Á quân    | 2            |
| Oskar Stanczak       | 35   | Olsztyn      | Tập 20    | 3            |
| Arkadiusz Studziński | 27   | Warszawa     | Tập 19    | 4            |
| Tomek Kamiński       | 34   | Katowice     | Tập 17    | 5            |
| Wojtek Jordan        | 24   | Szczecin     | Tập 15    | 6 (bỏ cuộc)  |
| Maciej Przygoda      | 31   | Warszawa     | Tập 13    | 7            |
| Paweł Kosewski       | 34   | Warszawa     | Tập 11    | 8            |
| Michał Buczkiewicz   | 24   | Warszawa     | Tập 9     | 9            |
| Paweł Tuczyński      | 34   | Zielona Góra | Tập 9     | 10 (bỏ cuộc) |
| Krzysztof Komorowski | 31   | Berlin, Đức  | Tập 7     | 11–13        |
| Mateusz Kozioł       | 23   | Warszawa     | Tập 7     | 11–13        |
| Merkucjo Kopiecki    | 27   | Poznań       | Tập 7     | 11–13        |
| Jonatan Jędrzyk      | 21   | Poznań       | Tập 6     | 14           |
| Karol Wiaderny       | 33   | Anh          | Tập 3     | 15           |

## Kết quả
| Hạng  | Thí sinh  | Tập  | Tập  | Tập  | Tập  | Tập  | Tập  | Tập  | Tập | Tập  | Tập  | Tập   |
| Hạng  | Thí sinh  | 1–2  | 3    | 5–6  | 7    | 9    | 11   | 13   | 15  | 17   | 19   | 20    |
| ----- | --------- | ---- | ---- | ---- | ---- | ---- | ---- | ---- | --- | ---- | ---- | ----- |
| 1     | Oliwer    | QUA  | QUA  | QUA  | QUA  | QUA  | QUA  | QUA  | QUA | QUA  | QUA  | THẮNG |
| 2     | Marek     | QUA  | QUA  | QUA  | QUA  | QUA  | QUA  | QUA  | QUA | QUA  | QUA  | LOẠI  |
| 3     | Oskar     | QUA  | QUA  | QUA  | QUA  | QUA  | QUA  | QUA  | QUA | QUA  | QUA  | LOẠI  |
| 4     | Arkadiusz | QUA  | QUA  | QUA  | QUA  | QUA  | QUA  | QUA  | QUA | QUA  | LOẠI |       |
| 5     | Tomek     |      |      | QUA  | QUA  | QUA  | QUA  | QUA  | QUA | LOẠI |      |       |
| 6     | Wojtek    | QUA  | QUA  | QUA  | QUA  | QUA  | QUA  | QUA  | RÚT |      |      |       |
| 7     | Maciej    | QUA  | QUA  | QUA  | QUA  | QUA  | QUA  | LOẠI |     |      |      |       |
| 8     | Paweł K.  | QUA  | QUA  | QUA  | QUA  | QUA  | LOẠI |      |     |      |      |       |
| 9     | Michał    | QUA  | QUA  | QUA  | QUA  | LOẠI |      |      |     |      |      |       |
| 10    | Paweł T.  |      |      | QUA  | QUA  | RÚT  |      |      |     |      |      |       |
| 11–13 | Krzysztof | QUA  | QUA  | QUA  | LOẠI |      |      |      |     |      |      |       |
| 11–13 | Mateusz   | QUA  | QUA  | QUA  | LOẠI |      |      |      |     |      |      |       |
| 11–13 | Merkucjo  | LOẠI | QUA  | QUA  | LOẠI |      |      |      |     |      |      |       |
| 14    | Jonatan   | QUA  | QUA  | LOẠI |      |      |      |      |     |      |      |       |
| 15    | Karol     | QUA  | LOẠI |      |      |      |      |      |     |      |      |       |

     Thí sinh nhận cà vạt đen đầu tiên hoặc người đầu tiên được gọi để giữ cà vạt đen
     Thí sinh nhận cà vạt đen cuối cùng hoặc người cuối cùng được gọi để giữ cà vạt đen
     Thí sinh ban đầu bị loại nhưng được cứu
     Thí sinh bị loại
     Thí sinh bỏ cuộc
     Thí sinh về nhì
     Thí sinh chiến thắng
1. ↑  Paweł T. & Tomek được thêm vào chương trình ở tập 4.